# 小野経男
小野 経男（おの つねお、1931年12月22日 - 2014年7月6日）は、日本の英語学者。名古屋大学名誉教授。
東京生まれ。1957年東京都立大学 (1949-2011)卒、1960年同大学院修士課程修了、西南学院大学講師、助教授、愛知県立大学助教授、名古屋大学教養部助教授、同総合言語センター、言語文化部教授。1993年定年退官、名誉教授、名古屋学院大学教授。2003年岐阜済美学院（中部学院大学など）学院長。キリスト教徒。

## 著書
- 『指導に役立つ英文法の知識』英語教育ノウハウ講座 開隆堂出版 1983
- 『意外性の英文法 学生の質問の意外性に備える』大修館書店 1987
- 『新英文法』数研出版 1994
- 『5つの動詞で話せる「役立ち英会話」 通じる英語かんたん習得術』ベストセラーズ ワニ文庫 2001
- 『ハーバードで通じる英会話』講談社現代新書 2003
- 『遠くて近い道 聖書と人生』新教出版社 2008

### 共編著
- 『アメリカ文明と言葉』鳥居次好,佐渡谷重信共著 泰文堂 1976
- 『現代の英文法 9 助動詞』荒木一雄,中野弘三共著 研究社出版 1977
- 『誤文心理と文法指導』宮田学共著 大修館書店 1989
- 『英語類義動詞の構文事典』編著 大修館書店 2007
- 『父の遺言』納谷友一共編著 開隆堂出版 新イージェストシリーズ
- 『聖書に由来する英語慣用句の辞典』編 大修館書店 2011